# Margarida Skulesdatter

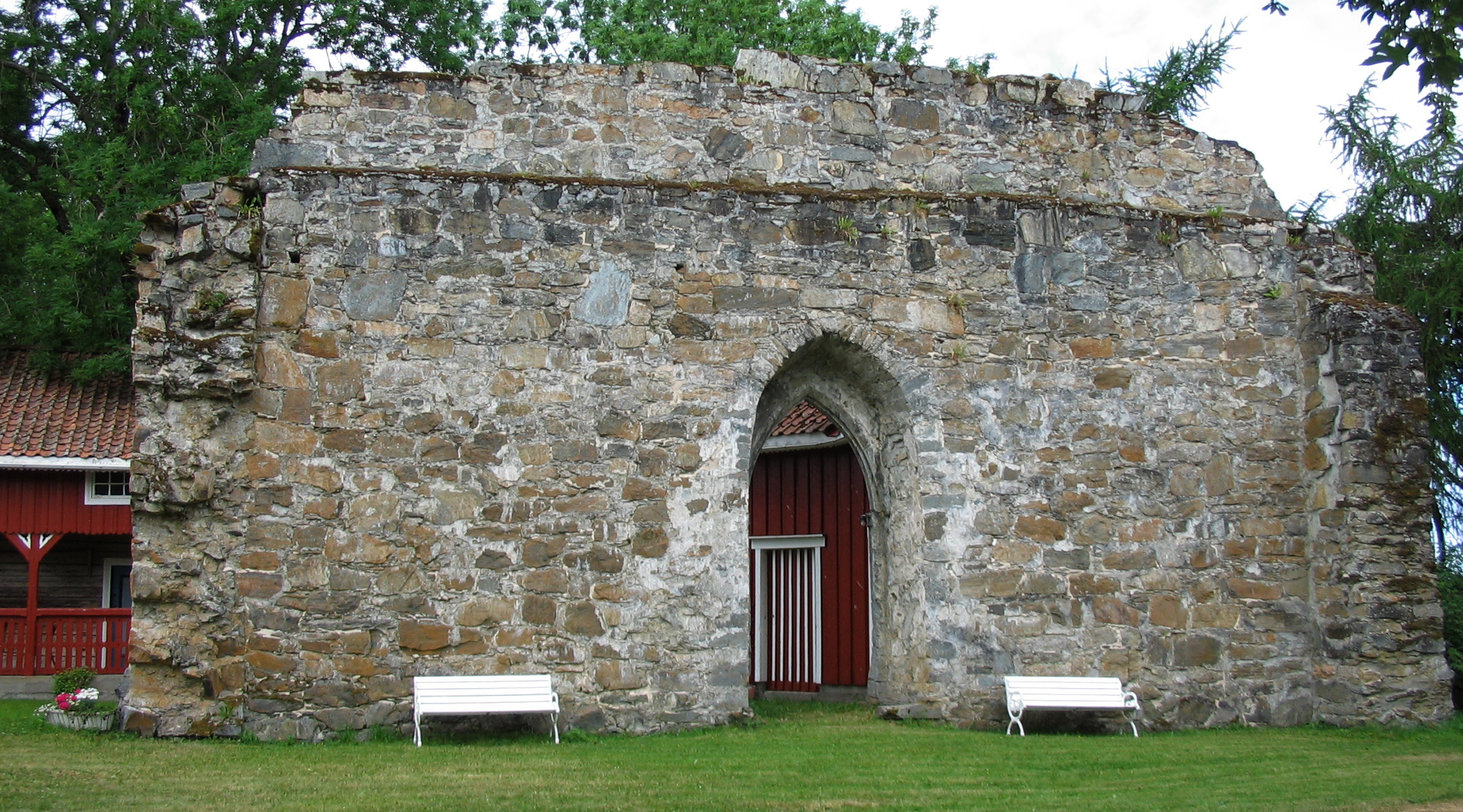
Ruínas do mosteiro de Rein, em Rissa, onde Margarida passou seus últimos anos.

Margarida Skulesdatter (em nórdico antigo: Margrét Skúladóttir, em norueguês: Margrete Skulesdatter; Rissa, 1208 — 1270) foi rainha de Noruega entre 1219 e 1263 ao se casar com o rei Haakon IV.

## Biografia
Era filha do duque Skule Bårdsson e de uma mulher de nome Ragnhild Jonsdotter. Pertencia a uma família nobre muito poderosa, aparentada com o rei Ingo II de Noruega. Seu pai era o chefe do exército, um das personagens mais influentes na política e aspirante ao trono.
Em 1219, em Bergen, foi comprometida com o jovem rei Haakon IV, de tão só 15 anos de idade, como um acordo entre os seguidores do monarca e o duque Skule. O acordo pretendia aparentar a Skule com a família real e dissuadí-lo de suas aspirações ao trono norueguês.
O casamento foi celebrado em 25 de maio de 1225. Ainda que fosse um casal resultado de um arranjo político, ao que parece foi afortunado, pese aos conflitos entre Haakon e Skule. Contudo e com o matrimônio de sua filha, o duque se levantou em armas em 1239, ainda que sem sucesso.
Depois da morte de seu marido nas Órcadas em 1263, Margarida recebeu o corpo em Noruega e organizou-lhe um funeral em Bergen em 22 de março de 1264. Depois retirou-se a Rissa, onde ingressou como freira no mosteiro fundado por seu pai. Ali faleceu em 1270.

## Filhos
Os reis Haakon e Margarida tiveram a seguinte descendência:
1. Olavo (nascido em 1226). Morreu na infância.[1]
2. Haakon Haakonsson, o Jovem (1232–1257). Casou com Riquissa Birgersdotter, filha do nobre sueco Birger Jarl em 1251. Ele foi nomeado rei e corregente pelo seu pai em 1240, mas faleceu antes dele.[2]
3. Cristina (1234–1262). Casou-se com Filipe, Infante de Castela, irmão de Afonso X de Castela em 1258. Ela morreu sem deixar filhos.[3]
4. Magno (1238–1280). Casou-se com Ingeborg, filha de Érico IV da Dinamarca em 1261. Foi nomeado rei e co-governante após a morte de Haakon o Jovem. Sucedeu seu pai como Rei da Noruega após a morte dele.,